# Taupo
Taupo is een stad met circa 30.000 inwoners op het Noordereiland van Nieuw-Zeeland. De stad ligt aan de noordkant van het Taupomeer (Engels: Lake Taupo) en trekt veel toeristen als gevolg van de aanwezigheid van geothermische attracties en de nabijheid van het Nationaal park Tongariro.

## Vulkanisch gebied Taupo
Het Vulkanisch gebied Taupo, dat ruwweg het gebied tussen Mount Ruapehu in het centrum van het Noordereiland en White Island, ten noorden van Whakatane in de Bay of Plenty omvat, is genoemd naar de stad (en het meer). Het Taupomeer is zelf van vulkanische oorsprong. Het is ontstaan in een caldera, die ca. 26.500 jaar geleden gevormd is.
In de directe omgeving van Taupo is veel geothermische activiteit. Enkele kilometers ten noorden van de stad bevindt zich een geothermische centrale met een capaciteit van 181 MW, die is gebouwd in 1958. Voor die tijd lagen in het gebied van Wairakei veel geysers. Tegenwoordig vindt men er nog gebieden met fumarolen, instortingskraters en stomende grond, bijvoorbeeld in het bekende Craters of the Moon-gebied.

## Sport

### Race circuit
Op 21 januari 2006 vond op het nieuwe race circuit vlak bij de stad de 6e race van het seizoen in de A1GP plaats.

## Geboren
- Bevan Docherty (29 maart 1977), triatleet
- Patrick Bevin (2 mei 1990), wielrenner